# Benoît Croissant
Benoît Croissant est un footballeur français, né le 9 août 1980 à Vitry-le-François. Il évolue au poste de défenseur central de la fin des années 1990 au début des années 2010.
Formé à l'ES Troyes AC, il joue ensuite notamment au Stormvogels Telstar, au Shenyang Liaoning, au Al Najma Club et au Tampines Rovers FC où il termine sa carrière. Il se reconvertit en agent sportif, ainsi qu'analyste et commentateur pour la télévision.

## Biographie
Après des débuts à l'INF Clairefontaine, Benoît Croissant rejoint l’Espérance sportive Troyes Aube Champagne à l'âge de 17 ans et y reste jusqu'en juin 2001. Il dispute avec l'équipe réserve du club 47 rencontres pour trois buts inscrits.
Il rejoint ensuite le club anglais de Sheffield United pour signer un contrat de deux ans. Il ne dispute que deux rencontres avec le club anglais et, en juillet 2002, l'entraîneur des Blades, Neil Warnock, décide de prêter le jeune talent français pour une saison au club de Stormvogels Telstar aux Pays-Bas pour qu'il puisse jouer plus régulièrement et acquérir de l'expérience au sein d'une première équipe. Il est finalement transféré et signe un contrat de trois ans pour le club hollandais en juin 2003. Il est classé douzième meilleur joueur de la ligue sur la totalité des matchs de la saison 2002-2003 par le magazine Voetbal international. Il joue au total 52 rencontres sous le maillot du club.
Il décide de quitter les terrains européens durant la saison 2005-2006 pour évoluer dans le club de Suez Ciment, en première division égyptienne et signe un contrat de deux ans. Ce dernier contrat est annulé car le club égyptien est relégué en deuxième division. Benoît Croissant effectue alors un déplacement aux États-Unis où il joue pour l´équipe d'Indianapolis Braves (ex-A-League nord-américaine), il est sous contrat jusqu'en juillet 2007. À la fin de son contrat, il réalise le stage de pré-saison avec l'UNFP. En contact avec Swindon Town FC et un club israélien, il s'engage finalement avec Al Najma Club dans le championnat de Bahreïn. Il participe à la Coupe du Golfe, en septembre 2007 et marque son premier but sous ses nouvelles couleurs contre le club de Al Wakrah du Qatar. Au mois de novembre 2007, il remporte la Supercoupe de Bahreïn de football. À la suite de cette victoire, son équipe se qualifie en février 2008 pour la finale de la Coupe de Bahreïn. Il joue aussi la Coupe de l'AFC en 2008. Il joue au total 27 rencontres pour quatre buts inscrits avec le club.
En novembre 2008, il rejoint le Tampines Rovers FC à Singapour. Il est choisi dans l'équipe type 2010 du Championnat de Singapour de football. Malgré la défaite en finale de la Coupe de Singapour de football 2010 et après avoir reçu plusieurs offres dont celle du club australien du North Queensland Fury, il décide de signer pour une autre saison et gagne le Charity Shield de Singapour en février 2011. Il participe aussi pour la deuxième fois à la Coupe de l'AFC en 2011 et marque un but aux Maldives. Il joue les seizièmes de finale contre Arbil SC en Irak en avril 2011. En novembre 2011, il gagne le Championnat de Singapour et prolonge ainsi son contrat jusqu'en janvier 2013. Il met à fin sa carrière professionnelle à la fin de son contrat sur un nouveau titre de champion et après joué 139 rencontres pour onze buts inscrits. Il se reconvertit en agent sportif, ainsi qu'analyste et commentateur pour la télévision,.

## Palmarès
- Champion de Singapour en 2011 et 2012 avec le Tampines Rovers FC
- Vainqueur du Charity Shield de Singapour en 2011 avec le Tampines Rovers FC
- Finaliste de la Coupe de Singapour en 2010 avec le Tampines Rovers FC
- Finaliste de la Coupe de Bahreïn en 2008 avec l'Al Najma Club
- Vainqueur de la Supercoupe de Bahreïn en 2007 avec l'Al Najma Club